# 유로윙스 유럽
유로윙스 유럽(영어: Eurowings Europe)은 몰타의 저비용 항공사다. 유로윙스 유럽은 유로윙스의 자매회사이자 루프트한자의 자회사다.

## 역사
오스트리아 민간 항공국으로부터 항공 운영 인증서를 취득한 지 약 1주일 후, 유로윙스 유럽은 2016년 6월 23일 첫 비행을 하였다.
2022년 7월 유로윙스 유럽은 오스트리아에서의 운영을 종료하고 몰타로 등록하였다.